# Paraksantyna
Paraksantyna (1,7-dimetyloksantyna) – organiczny związek chemiczny, dimetylowa pochodna ksantyny wykazująca strukturalne podobieństwo do kofeiny. Paraksantyna jest psychoaktywnym stymulantem ośrodkowego układu nerwowego o aktywności zbliżonej do kofeiny.
Paraksantyna nie jest wytwarzana przez rośliny i naturalnie występuje tylko u zwierząt jako główny metabolit kofeiny. Powstaje z rozkładu kofeiny (1,3,7-trimetyloksantyny). Po spożyciu kofeiny, ok. 80% dawki zostaje zdemetylowane w pozycji 3 dając paraksantynę. Pozostałe metabolity to teobromina – 10% oraz teofilina – 4%.